# Thalictrum leve
Thalictrum leve là một loài thực vật có hoa trong họ Mao lương. Loài này được (Franch.) W.T. Wang miêu tả khoa học đầu tiên năm 1993.